# Урбаньчик, Эльжбета
Эльжбета Мария Урбаньчик-Бауман (пол. Elżbieta Maria Urbańczyk-Bauman; 26 апреля 1971, Новы-Двур-Мазовецки) — польская гребчиха-байдарочница, выступала за сборную Польши в конце 1980-х — начале 2000-х годов. Участница четырёх летних Олимпийских игр, чемпионка мира и Европы, победительница многих регат национального и международного значения.

## Биография
Эльжбета Урбаньчик родилась 26 апреля 1971 года в городе Новы-Двур-Мазовецки Мазовецкого воеводства. Активно заниматься греблей на байдарках начала в раннем детстве, проходила подготовку в местном спортивном клубе и позже в одном из каноэ-клубов Познани, тренировалась под руководством тренера Альгирдаса Сьвятовяка.
Первого серьёзного успеха на взрослом международном уровне добилась в 1988 году, когда попала в основной состав польской национальной сборной и благодаря череде удачных выступлений удостоилась права защищать честь страны на летних Олимпийских играх в Сеуле — в зачёте четырёхместных байдарок дошла до финальной стадии, но в финальном заезде финишировала лишь восьмой. Четыре года спустя, будучи в числе лидеров гребной команды Польши, благополучно прошла квалификацию на Олимпийские игры 1992 года в Барселоне — совместно с напарницей Изабелей Дылевской участвовала в программе двухместных экипажей, но показала в финале лишь шестой результат.
В 1994 году Урбаньчик побывала на Играх доброй воли в Санкт-Петербурге, откуда привезла награды серебряного и бронзового достоинства, выигранные на полукилометровой дистанции среди двоек и одиночек соответственно. В том же сезоне выступила на чемпионате мира в Мехико, где в паре с Барбарой Хайцель стала чемпионкой на дистанции 500 м и серебряной призёршей на дистанции 200 метров. В следующем сезоне на мировом первенстве в немецком Дуйсбурге выиграла серебряную медаль в двойках на пятистах метрах. Позже отправилась представлять страну на Олимпийских играх 1996 года в Атланте, где в паре с той же Изабелей Дылевской заняла в финальном заезде двухместных экипажей седьмое место.
Сезон 1997 года получился довольно успешным для Урбаньчик, она дважды одержала победу на чемпионате Европы в болгарском Пловдиве, а затем выиграла серебро и бронзу на мировом первенстве в канадском Дартмуте — в двойках на дистанциях 200 и 1000 метров соответственно. Два года спустя на европейском первенстве в хорватском Загребе взяла две бронзы, в километровой и полукилометровой гонках одиночных байдарок. Ещё через год на аналогичных соревнованиях в Познани добавила в послужной список ещё две бронзовые медали, на сей раз среди одиночек на двухстах и пятистах метрах. Побывала на Олимпийских играх 2000 года в Сиднее, но снова осталась без медалей, в одиночках на дистанции 500 метров финишировала в финале пятой, немного не дотянув до призовых позиций.
После четырёх Олимпиад Эльжбета Урбаньчик осталась в основном составе польской национальной сборной и продолжила принимать участие в крупнейших международных регатах. Так, в 2001 году она выступила на чемпионате Европы в Милане и на домашнем чемпионате мира в Познани, где выиграла серебряные медали в одиночках на двухстах метрах. В следующем сезоне в той же дисциплине на мировом первенстве в испанской Севилье стала бронзовой призёркой, тогда как на европейском первенстве в венгерском Сегеде получила бронзу в одиночках на пятистах метрах. Вскоре по окончании этих соревнований приняла решение завершить карьеру профессиональной спортсменки, уступив место в сборной молодым польским гребчихам.
Замужем за польским байдарочником Павлом Бауманом, серебряным и бронзовым призёром чемпионатов мира.